# ما به پادشاه خیار خدمت می کنیم
ما به پادشاه خیار خدمت می‌کنیم رمانی برای کودکان محصول سال ۱۹۷۲ است. نویسنده کریستین نوستلینگر برای این کتاب برنده جایزه ادبیات جوانان آلمان شد.
ولفگانگ دوازده ساله می‌گوید که چگونه پادشاه خیار در روز یکشنبه عید پاک در خانواده اش ظاهر می‌شود که رعایا او را در زیرزمین از پادشاهی خود بیرون کردند. در حالی که پدر تصمیم می‌گیرد به «گورکینگ» پناهندگی بدهد و او را در اتاقش اسکان دهد و نیکی کوچکترین پسرش نیز با او دوست می‌شود، بقیه اعضای خانواده به سرعت متوجه می‌شوند که پادشاه متکبر برای دستکاری محیط خود دروغ می‌گوید و دزدی می‌کند. وقتی ولفگانگ با کومی آوری دیگر ملاقات می‌کند و از نقشه‌های انتقام جویی پادشاه که قرار است پدر نقش تعیین‌کننده ای در آن داشته باشد مطلع می‌شود، بچه‌ها باید در مقابل پدرشان بایستند.

## تفسیر، پیشینه و نقد
این کتاب فقط به صورت سطحی داستانی است که در آن پادشاه خیار ماشه آشفتگی‌های زیادی را در خانواده می‌کشد. در عوض، خانواده هوگلمن در یک بحران است که تنها با توجه به اختلاف کومی آوری مشهود است. پدر تحت تأثیر مسئولیت مالی قرار دارد و بنابراین در برابر وعده‌های دروغین پادشاه آسیب‌پذیر است. او به سختی برای خانواده اش وقت دارد و باید بفهمد که آنها در حال توسعه روش زندگی خود هستند که او دیگر به آن دسترسی ندارد. به همین دلیل رفتار فرزندان و همچنین اختلافات سیاسی با پدر و تلاش همسرش برای میانجیگری را به بی‌وفایی و بی‌احترامی تعبیر می‌کند.
لوتار کوینکنشتاین، محقق و نویسنده ادبی، با اشاره به اینکه نام پادشاه خیار از سنت یهودی وام گرفته شده‌است، خاطرنشان کرد: واژه «کومی آوری» (دو امر ضروری در زبان عبری) از کتاب اشعیا آمده‌است. معنی آنها "برخیز!" - "درخشش!" و - به عنوان وعده جلال آینده - به اورشلیم اشاره می‌کنند (اشعیا ۶۰:۱). تمرکز بازخوانی رمان باید دوگانگی مفهوم استفاده از محتوای مرکزی یهودیت به عنوان نامی برای شخصیتی عمیقاً نامطلوب باشد که در نهایت «دوریده می‌شود».
کریستین نوستلینگر توضیح داد که این نام را در شعر پل سلان "Du sei wie du" کشف کرده‌است که با کلمات "kumi / ori" به پایان می‌رسد. او سپس از نویسنده یهودی کتاب کودکان، میرا لوبه، که در سال ۱۹۹۵ درگذشت، درخواست ترجمه کرد. نوستلینگر می‌گوید: «طنز سیاه و کاملاً خصوصی برای من بود که به این شخص محافظه‌کار وحشتناکی که علیه او شورش می‌شود، «برخیز» خطاب کنم». وقتی از او پرسیدند که آیا یک نام عبری باعث می‌شود شخصیت عنوان یهودی باشد، او گفت: «لطفاً این یک ترشی است!» همان‌طور که کتاب Maikäfer, flieg نشان می‌دهد، او به دور از یهودی‌ستیزی است.

## اقتباس‌های فیلم، نمایشنامه‌های رادیویی و نسخه‌های منظره
- در سال ۱۹۷۴، هارک بوم فیلم تلویزیونی Wir pfeifen auf den Gurkenkönig را بر اساس رمانی با کارل-مایکل فوگلر در نقش پدر و ویلکیت گروئل در نقش معلم ریاضی هاسلینگر ساخت.
- در سال ۱۹۸۲، Schwann-Bagel-Verlag مستقر در دوسلدورف، نسخه پخش رادیویی این کتاب را تحت عنوان Schwanni خود منتشر کرد. به کارگردانی پیتر فولکن. نسخه جدید با راوی استفان کامینسکی که توسط بلتز و گلبرگ منتشر شد، جایزه منتقدان رکورد آلمان را در سال ۲۰۰۷ دریافت کرد.
- ۱۹۹۰ «ما پادشاه خیار را سوت می‌زنیم»، نمایشنامه ای از دنی اشکناسی و پیتر لوند (UA: 28. ژانویه ۱۹۹۰، هبل-تئاتر، برلین)

## ادبیات
- کریستین نوستلینگر: ما پادشاه خیار را سوت می‌زنیم. ۴۴ نسخه انتشارات شومیز Rowohlt, Reinbek در نزدیکی هامبورگ ۲۰۱۱، ISBN 978-3-499-20153-0.